# Mécanisme de flux d'air
« Consonne non pulmonique » redirige ici. Pour les autres significations, voir Consonne approximante.
« Consonne pulmonique » redirige ici. Pour autres consonnes, voir Consonne spirante.
En phonétique articulatoire, le mécanisme de flux d'air servant à émettre les sons de la parole peut être divisé en plusieurs types, selon qu'il fait appel ou non aux poumons.
Le flux pulmonaire sert à l'articulation des voyelles et de la majorité des consonnes, qualifiées pour cette raison de consonnes pulmonaires. Toutes les langues du monde utilisent ce type de consonne, et la grande majorité, dont le français et toutes les autres langues d'Europe, n'en connaissent pas d'autres.
Le flux pulmonaire est généralement égressif et sort donc des poumons par la bouche ou le nez. Cependant, l'articulation peut aussi utiliser un flux ingressif, comme dans certaines interjections en cas de surprise (par exemple « Oh ! »). Toutefois, une différence phonologique portant sur la direction du flux n'est attestée dans aucune langue, et la direction du flux n'est pas donc transcrite dans l'alphabet phonétique international, mais elle l'est  dans les extensions de l’alphabet phonétique international.
Le flux non pulmonaire est plus rare, comprend plusieurs types et sert à l'articulation des consonnes non pulmonaires. 
- Les flux glottaux sont produits par une surpression ou une dépression au sein d'une cavité buccale créée entre la glotte fermée et un point d'articulation en aval, qui, en se résorbant brutalement, donne un son. Dans le cas d'un flux créé par surpression, il s'agit d'une consonne éjective. Dans le cas d'un flux créé par dépression, il s'agit d'une consonne injective. Ces deux types font partie de la classe plus large des consonne glottalisées, qui compte également certaines consonnes pulmonaires. Elles ont tendance à être concentrées dans certaines régions du monde. Les éjectives sont courantes dans les langues du Caucase, les langues d'Amérique du Nord, dans les langues mayas d'Amérique centrale, dans certaines langues d'Amérique du Sud (Andes, Cône Sud), dans les langues d'Éthiopie et dans les langues khoïsan en Afrique australe. Les injectives se rencontrent surtout dans les langues d'Afrique, d'Asie du Sud-Est et d'Amazonie.
- Les flux buccaux servent à l'articulation des clics et sont produits par dépression au sein d'une cavité de la bouche créée par la mise en contact du dos de la langue avec le palais mou (velum) (pour les clics à flux vélaire) ou l'avant de la langue et un autre point de la bouche (palais dur, dents, lèvres, etc. pour les clics à flux laminal voire sublingual). On rencontre ces flux essentiellement dans les langues khoïsan et (les langues nguni en Afrique australe).

L'émission de sons non pulmonaires implique que leur production est indépendante de la respiration, mais dans les faits, seuls les clics (vélaires ou labiaux) n'empêchent pas la respiration et peuvent donc être produits parallèlement à celle-ci, la respiration étant alors nasale.